# کانگوروی درختی لامهولتز
کانگوروی درختی لامهولتز (نام علمی: Dendrolagus lumholtzi) کیسه‌داری از تیره درازپایان، سردهٔ کانگوروهای درختی است که در کوئینزلند یافت می‌شود. در سیاهه قرمز IUCN، این جانور در وضعیت کمترین نگرانی طبقه‌بندی شده است.